# B8 (silnik)

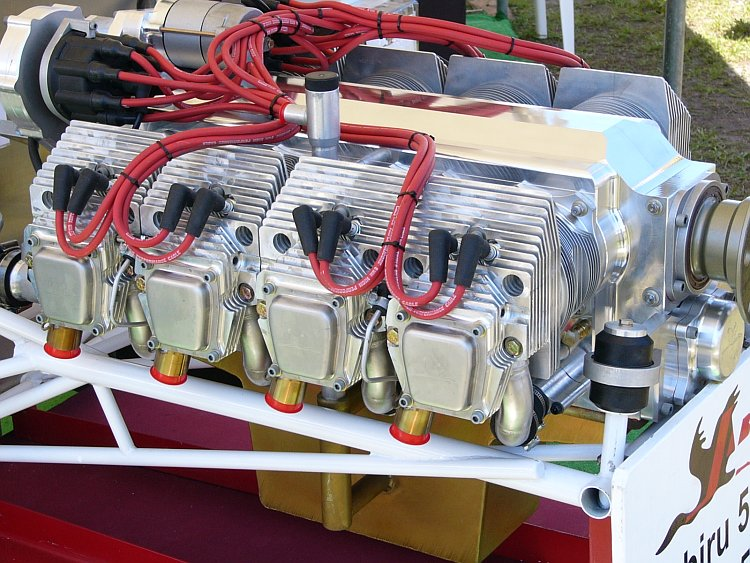
Silnik Jabiru 5100 B8

B8 – silnik typu bokser o ośmiu cylindrach.
Silnik 753 typu B8 został zastosowany przez Porsche w modelu 804 Formuły 1.
Firma Jabiru Aircraft również zastosowała konfigurację B8 w swoim silniku 5100 o pojemności 5,1 litra.